# Sylfaste
Sylfaste is een plaats in de gemeente, landschap en eiland Gotland en de provincie Gotlands län in Zweden. De plaats heeft 59 inwoners (2005) en een oppervlakte van 16 hectare.